# Pibanga jacareacanga
Pibanga jacareacanga là một loài bọ cánh cứng trong họ Cerambycidae.